# Exechiopsis dumitrescae
Exechiopsis dumitrescae är en tvåvingeart som först beskrevs av Burghele-balacesco 1972.  Exechiopsis dumitrescae ingår i släktet Exechiopsis, och familjen svampmyggor. Arten är reproducerande i Sverige.